# Geomys knoxjonesi
Geomys knoxjonesi là một loài động vật có vú trong họ Chuột nang, bộ Gặm nhấm. Loài này được Baker & Genoways mô tả năm 1975.